# كأس التحدي الإسكتلندي 1999–2000
كأس التحدي الإسكتلندي 1999–2000 (بالإنجليزية: 1999–2000 Scottish Challenge Cup)‏ هو موسم من كأس التحدي الإسكتلندي ‏. كان عدد الأندية المشاركة فيه 30، وفاز فيه نادي ألوا أثليتيك.